# دوري هونغ كونغ لكرة القدم 2007–08
دوري هونغ كونغ لكرة القدم 2007–08 (بالصينية: 2007–08年香港甲組足球聯賽) هو الموسم 63 من دوري هونغ كونغ لكرة القدم ‏. كان عدد الأندية المشاركة فيه 10، وفاز فيه نادي جنوب الصين.